# 大通 (梁)
大通（だいつう）は、南北朝時代、南朝梁の武帝蕭衍の治世に行われた3番目の元号。527年 - 529年。大通3年は10月に改元されて中大通元年となった。

## 西暦・干支との対照表
| 大通 | 元年     | 2年     | 3年                                |
| 西暦 | 527年    | 528年   | 529年                              |
| 干支 | 丁未     | 戊申    | 己酉                               |
| 北魏 | 孝昌元年 | 孝昌2年 | 孝昌3年 武泰元年 建義元年 永安元年 |